# Nguyễn Sỹ Tỳ
Nguyễn Sỹ Tỳ (6 tháng 6 năm 1922 – 20 tháng 8 năm 2008) là nhà giáo và nhà nghiên cứu giáo dục Việt Nam.  Ông được biết tới với vai trò là Hiệu trưởng và Bí thư chi bộ trường Sư phạm Liên khu III - là một hệ thống giáo dục bao gồm các hệ Trung cấp, Sơ cấp, Trường thực hành Sư phạm, trường phổ thông tư thục Juliot Curie với mục tiêu đào tạo giáo viên phổ thông cho vùng tự do, vùng địch hậu..(1952-1956); Bí thư Đảng ủy Bộ Giáo dục (1960-1971); Viện trưởng Viện nghiên cứu Giáo dục (1961-1971); Chủ nhiệm chương trình cải Cách giáo dục thời kỳ sau 1975; Chủ nhiệm Nhà xuất bản Giáo dục (1977-1984).
Ông là người có công trong việc biên soạn sách giáo khoa cải cách giáo dục (ông là người chủ trì thực hiện việc hợp nhất giữa Nhà xuất bản Giáo dục Việt Nam và Trung Tâm Biên Soạn Sách Cải Cách Giáo Dục vào ngày 07 tháng 01 năm 1978). Ông được Nhà nước phong tặng danh hiệu Nhà giáo Ưu tú vào năm 1990. Ông được trao Huân chương Kháng chiến chống Pháp hạng Nhì, Huân chương chống Mỹ cứu nước hạng Nhất, Huân chương Lao động hạng Ba, Huy chương vì thế hệ trẻ, huy hiệu vì sự nghiệp giáo dục (1995), Huy hiệu 60 năm tuổi Đảng (2006), Huân chương Độc lập hạng Ba (2012).
Ông suốt đời phấn đấu cống hiến cho ngành Giáo dục Việt Nam, đã vượt qua nỗi oan, những hy sinh thầm lặng,... mà nửa thế kỷ sau mới được công bố toàn bộ những bí mật này, để bảo vệ, để minh oan cho người anh trai (Nguyễn Sỹ Cầm, nhà tình báo dũng cảm sống và chiến đấu trong lòng địch) và cho cả gia đình.
"...Dân làng Hạ Đình những năm Pháp chiếm đóng vẫn thường thấy quan hai Cầm đeo súng lục bên hông, đi ô tô về thăm làng. Họ thì thầm vào tai nhau, phỉ nhổ kẻ mới đây thôi còn giác ngộ đi theo cách mạng. Chỉ có điều họ không hề biết là từ ngày quan hai Cầm theo địch thì hình như sự vậy ráp của địch ít hiệu quả hơn, bởi vì du kích, cơ sở gần như đã được báo trước.
Nhưng duy nhất có một người không nghĩ thế: Đó là chàng sinh viên Khoa học Nguyễn Sỹ Tỳ lúc này đang là Hiệu trưởng Trường Sư phạm Liên Khu Ba. Bởi ông biết rất rõ người anh trai của mình không hề phản bội lại truyền thống của gia đình, vẫn yêu nước, vẫn là người cách mạng...
Sứ mạng vinh quang và hiểm nguy đó đòi hỏi những người thân của Nguyễn Sỹ Cầm phải có bản lĩnh chịu đựng. Còn đối với Nguyễn Sỹ Tỳ, anh cắn răng không hé với ai một lời, kể cả tổ chức bộ giáo dục nhằm giữ gìn tuyệt đối an toàn cho người anh.
Sau Hiệp định Geneve 1954, Nguyễn Sỹ Cầm được tổ chức theo đoàn di cư vào Nam để tiếp tục nhiệm vụ và mang theo người con gái đầu lòng của em trai mình là Nguyễn Lan Phương (vì ông bà Cầm không có con) nhằm thiết lập mối quan hệ mật thiết với gia đình.
Còn người em Nguyễn Sỹ Tỳ thì ở lại, kinh qua nhiều công tác quan trọng của Bộ giáo dục: Bí thư Đảng ủy cơ quan Bộ liên tục 10 năm, Viện trưởng Viện Nghiên cứu khoa học giáo dục, Viện trưởng viện chương trình và phương pháp Giáo dục; Phó Tổng biên tập tạp chí nghiên cứu giáo dục; Giám đốc Nhà xuất bản giáo dục, những ông không thể lên cao hơn được nữa vì những nghi hoặc về chính trị. Mặc dù vậy, ông vẫn kiên trì chịu đựng, mong chờ một ngày mai, khi điều kiện cho phép có thể công bố sự thật về người anh của mình.
Lúc này, Nguyễn Sỹ Cầm vào Nam tiếp tục hoạt động tình báo trong quân đội và lập được rất nhiều chiến công. Ít lâu sau, an ninh quân đội ngụy phát hiện và nghi ngờ ông. Đang là trung tá hành quân ông bị điều về bộ tổng tham mưu làm sự vụ để chúng tiện giám sát, theo dõi. Nhưng bằng những thủ pháp nghề nghiệp ông đã vượt qua những thử thách khắc nghiệt trong lòng địch và ông đã hy sinh trong cuộc tấn công nổi dậy mùa xuân 1968.
Đầu đất nước phía Bắc, người em trai của ông là Nguyễn Sỹ Tỳ lại chịu một bi kịch khác: ...vì có con gái theo bác Cầm nên bị nghi vấn có quan hệ chính trị phức tạp. Ông những tưởng những năm cống hiến của mình cho cách mạng đã là bản lý lịch tốt nhất của ông gửi cho Đảng, không có điều gì vẩn đục. Vậy mà việc con gái ông đi Nam đã là dấu hỏi của tổ chức. Nhưng thử hỏi ông có thể nói thẳng ra với cấp trên được không? Không được! Chỉ cần một sơ suất nhỏ là tính mạng của anh trai ông sẽ không còn, sẽ tổn thất rất lớn cho cách mạng. Thế là Nguyễn Sỹ Tỳ cắn răng chịu dựng và biết rằng từ nay con đường hoan lộ của mình đã hết..."

## Tiểu sử và quá trình công tác
Nguyễn Sỹ Tỳ sinh ngày 6 tháng 6 năm 1922 tại thôn Hạ Đình, xã Khương Đình, ngoại thành Hà Nội (nay là phường Hạ Đình, Quận Thanh Xuân, Hà Nội). Ông học trung học tại Trường Bưởi (Tú tài 1, Tú Tài 2).
Năm 1943, ông thi đỗ Đại học Khoa học Tự nhiên Hà Nội.
Ông tham gia Việt Minh từ 9/3/1945 tại Việt Nam học xá.
Năm 1946, đồng chí Trần Quốc Hoàn (Xứ Ủy Bắc Kỳ) giới thiệu ông làm Bí thư của Quân Nhu và Quân Giới Cục. Ông phụ trách Ban nghiên cứu thí nghiệm Cục quân giới (Bộ Quốc Phòng):
+ Đem tiền đi Hải Phòng mua Vũ khí của quân Tàu Tưởng ở Sáu kho.
+ Được chỉ đạo của đồng chí Trần Đại Nghĩa, ông đã chủ trì sản xuất ra một loại vũ khí lợi hại chuẩn bị cho Kháng chiến toàn quốc (xăng + axit sunfuric + phosphor trắng + crếp), có thể phá được Xe tăng bọc thép
Năm 1947-1948: Ông làm Trưởng Ty Thông tin tuyên truyền Tỉnh Hà Đông, kiêm Bí thư Chi Bộ, Liên Chi Ủy viên. Thời gian này, ông ra được hai tờ báo: Tờ Quyết Chiến hàng tuần và Bản Tin Kháng Chiến hàng ngày. Ông làm Chủ nhiệm kiêm Chủ bút của hai tờ báo này.
Năm 1952, ông làm Hiệu trưởng, kiêm Bí thư chi bộ trường Sư Phạm Liên Khu III.
Từ năm 1959-1974: ông là Bí thư Đảng ủy Bộ Giáo dục.
Năm 1966, ông làm Viện trưởng Viện nghiên cứu giáo dục (về sau đổi tên thành Viện Khoa học Giáo dục Việt Nam) và đồng thời là phó Tổng Biên tập Tạp chí nghiên cứu giáo dục,. Ông chủ trì việc xây dựng khoa học giáo dục Việt Nam và xây dựng Đề án cải cách giáo dục.
1974-1975: ông làm Cục trưởng Cục Đào tạo và bồi dưỡng giáo viên, thuộc Bộ Giáo dục.
Năm 1975, Việt Nam thống nhất, cần xây dựng hệ thống giáo dục thống nhất theo phương hướng cải cách giáo dục, ông được bổ nhiệm làm Chủ nhiệm (tương đương với Chủ tịch bây giờ) Nhà xuất bản Giáo dục Việt Nam vào năm 1978, với nhiệm vụ thay Sách giáo khoa theo hệ thống giáo dục mới từ lớp 1 tới lớp 12.
Cùng năm này, ông chủ trì thực hiện việc hợp nhất Trung Tâm Biên soạn cải cách Giáo dục vào Nhà xuất bản Giáo dục Việt Nam.
Ông dẫn đầu nhiều chuyến công du của nhiều phái đoàn xuất bản giáo dục Việt Nam đi tham khảo kinh nghiệm và ký kết hợp tác với các nhà xuất bản giáo dục của một số nước như: Nhà xuất bản Nhân dân và Trí thức Berlin, Nhà xuất bản Giáo dục Liên Xô và Nhà xuất bản Giáo dục Campuchia.

## Tặng thưởng
Ông đã được Đảng Cộng sản Việt Nam và Nhà nước Việt Nam tặng thưởng nhiều huân và huy chương:
- Huân chương độc lập hạng Ba;
- Huân chương Kháng chiến chống Pháp hạng Nhì;
- Huân chương Kháng chiến chống Mỹ, cứu nước hạng Nhất;
- Huân chương Lao động hạng Ba;
- Huy chương vì thế hệ trẻ;
- Huy hiệu vì sự nghiệp giáo dục;
- Huy hiệu 60 năm tuổi Đảng...

## Các công trình nghiên cứu
1. Vấn đề Cải Cách Giáo Dục Ở Liên Xô. 
(Đồng tác giả với giáo sư Nguyễn Văn Huyên, xuất bản năm 1962)
Số in 673. Số XB 13-TK

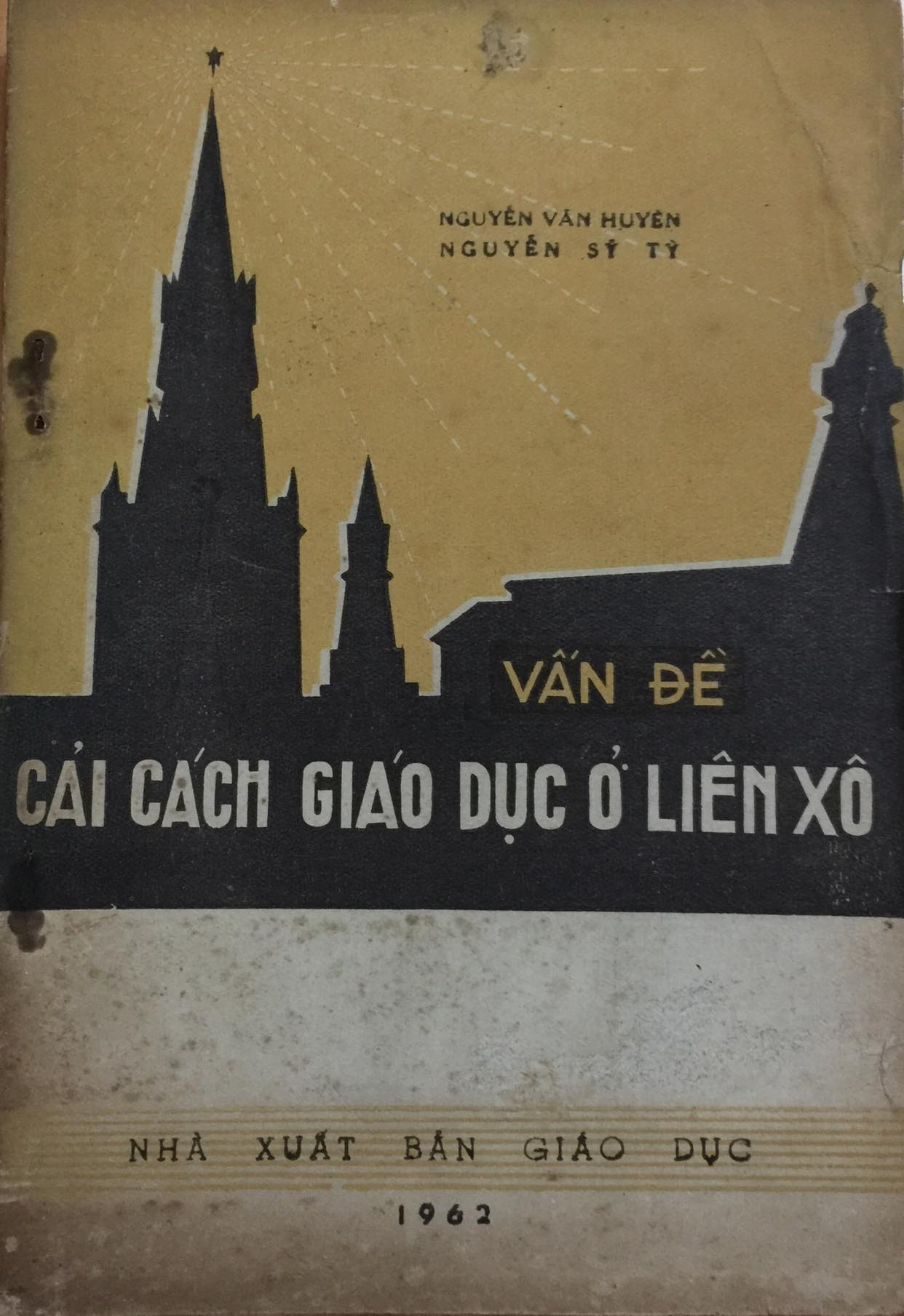
Sách đồng tác giả với Giáo sư Nguyễn Văn Huyên (năm 1962)

2. Những kinh nghiệm tiên tiến của Nền Giáo Dục Xã Hội Chủ Nghĩa Ở Công Hòa Dân Chủ Đức
(Đồng tác giả với giáo sư Nguyễn Văn Huyên, xuất bản năm 1962)
Số in 557/HĐ. Số XB 29/TK

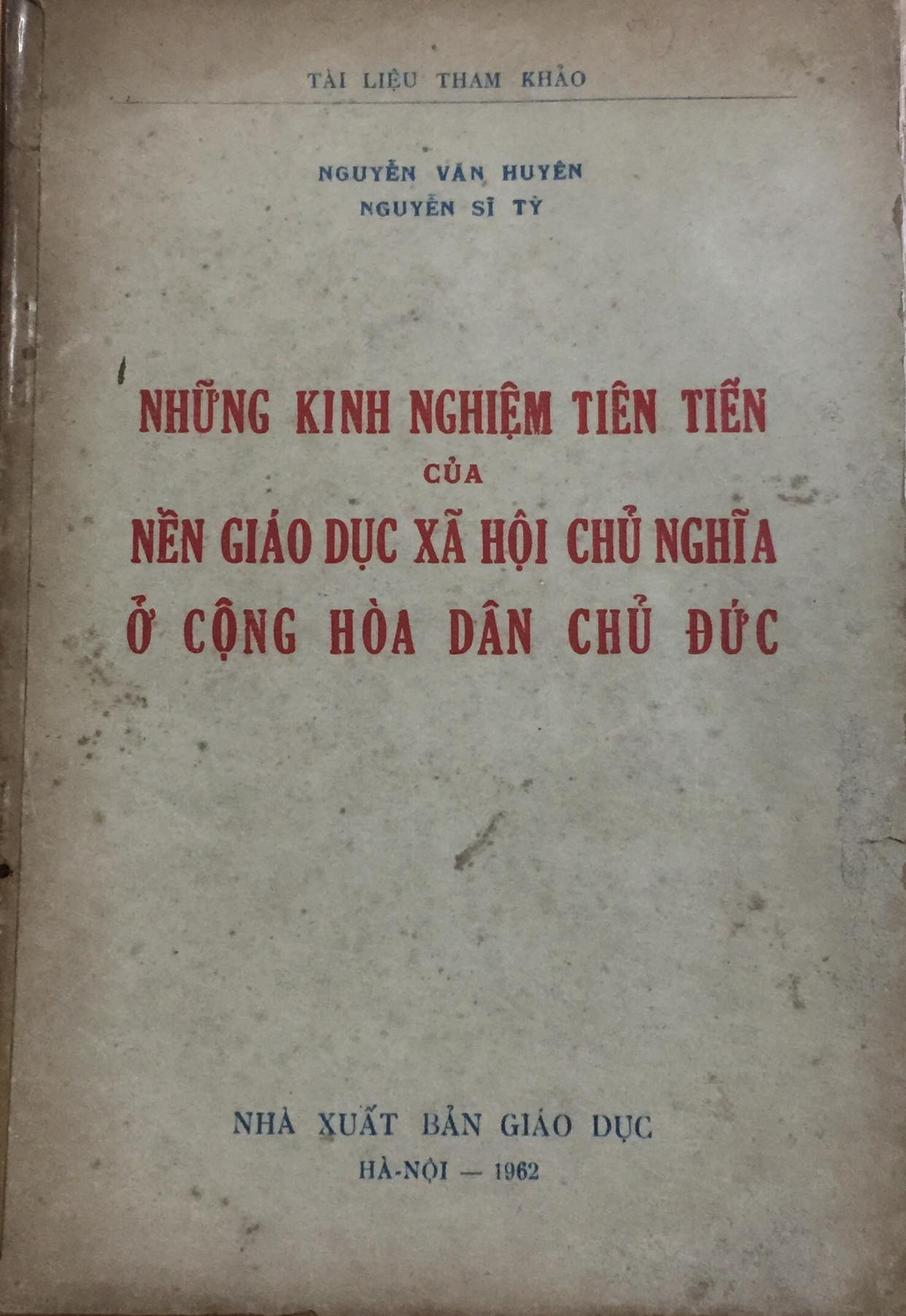
Sách đồng tác giả với Giáo sư Nguyễn Văn Huyên (năm 1962)

3. Tìm hiểu Học Thuyết Páp-Lốp áp dụng vào giáo dục
(Xuất bản năm 1960)
Số XB 497/TK
4. Vũ trụ tuyến (Xuất bản năm 1946)

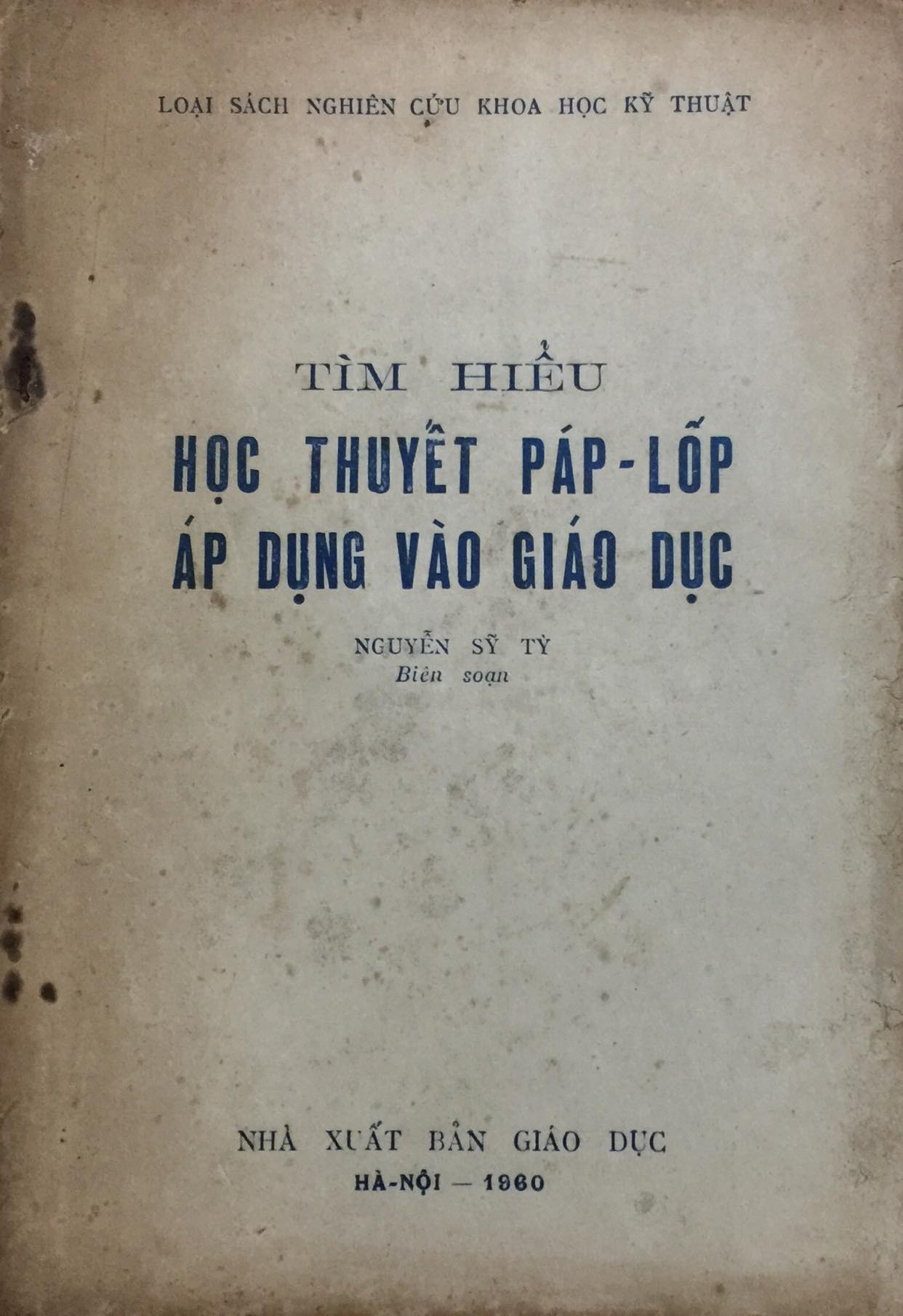

5. Những quan điểm của Makarenko về giáo dục trong công xã lao động và giáo dục trong gia đình
6. Một số yếu tố cơ bản về nội dung và cấu trúc, phương pháp trong sách giáo khoa cải cách giáo dục.
7. Kinh nghiệm cải cách giáo dục của một số nước xã hội chủ nghĩa anh em, 196 trang (Đồng tác giả với Nhà nghiên cứu Hoàng Trọng Hanh, xuất bản năm 1964) 
8. Bàn về mục tiêu và phương pháp đào tạo của các trường sư phạm 
(Bài trích từ Nghiên cứu Giáo dục, Số 10.- Tr.: 10 (TC-V/0001), xuất bản năm 1976) 
9. Nghiên cứu những quan điểm giáo dục cơ bản trong chỉ thị của Hồ Chủ Tịch
(Bài trích từ Nghiên cứu Giáo dục, Số 1.- Tr.: 10-17,25 (TC-V/0001), xuất bản năm 1969) 
10. Cần thể hiện sâu sắc hơn lý tưởng nhân văn trong sách giáo khoa cải cách Giáo dục.
(Bài trích từ Nghiên cứu Giáo dục, Số 6.- Tr.: 13 (TC-V/0001), xuất bản năm 1988) 
11. Nghiên cứu các trường học tiên tiến / Một bài học lớn. Sáng tạo về phương pháp giáo dục.
(Bài trích từ Nghiên cứu Giáo dục, Số 11.- Tr.: 6-11 (TC-V/0001), xuất bản năm 1971) 
12. Chủ nghĩa nhân đạo cộng sản với vấn đề giáo dục thế hệ trẻ
(Đồng tác giả với Vũ Khiêu, Hoàng Ngọc Hiến, xuất bản năm 1984) 